# Лапорт (Міннесота)
Лапорт (англ. Laporte) — місто (англ. city) в США, в окрузі Габбард штату Міннесота. Населення — 134 особи (2020).

## Географія
Лапорт розташований за координатами 47°12′53″ пн. ш. 94°45′27″ зх. д. / 47.21472° пн. ш. 94.75750° зх. д. (47.214812, -94.757389).  За даними Бюро перепису населення США в 2010 році місто мало площу 1,82 км², уся площа — суходіл.

## Демографія
Згідно з переписом 2010 року, у місті мешкало 111 особа в 55 домогосподарствах у складі 30 родин. Густота населення становила 61 особа/км².  Було 80 помешкань (44/км²).
Расовий склад населення:
| - 87,4 % — білих - 4,5 % — корінних американців - 0,9 % — чорних або афроамериканців |

До двох чи більше рас належало 7,2 %. Частка іспаномовних становила 0,9 % від усіх жителів.
За віковим діапазоном населення розподілялося таким чином: 16,2 % — особи молодші 18 років, 68,5 % — особи у віці 18—64 років, 15,3 % — особи у віці 65 років та старші. Медіана віку мешканця становила 47,3 року. На 100 осіб жіночої статі у місті припадало 122,0 чоловіків;  на 100 жінок у віці від 18 років та старших — 111,4 чоловіків також старших 18 років.
Середній дохід на одне домашнє господарство  становив 46 433 долари США (медіана — 38 393), а середній дохід на одну сім'ю — 41 288 доларів (медіана — 37 500). За межею бідності перебувало 17,4 % осіб, у тому числі 22,6 % дітей у віці до 18 років та 0,0 % осіб у віці 65 років та старших.
Цивільне працевлаштоване населення становило 86 осіб. Основні галузі зайнятості: мистецтво, розваги та відпочинок — 50,0 %, освіта, охорона здоров'я та соціальна допомога — 20,9 %, будівництво — 14,0 %.